# Dendropsophus minusculus
Dendropsophus minusculus är en groddjursart som först beskrevs av Juan A. Rivero 1971.  Dendropsophus minusculus ingår i släktet Dendropsophus och familjen lövgrodor. IUCN kategoriserar arten globalt som livskraftig. Inga underarter finns listade i Catalogue of Life.